# Richardson Smith
Rodolfo Richardson Smith (San Pedro Sula; 24 de febrero de 1963) es un mediocampista de fútbol hondureño retirado.

## Trayectoria
Comenzó a jugar en la Liga Nacional de Honduras con Marathón y Real España. Ganó el título de la Liga Nacional  de 1990-91 con el Real España, anotando dos goles en la final contra el Motagua.
En 1988, se mudó al extranjero para jugar en México con Correcaminos UAT. Pasaría cuatro temporadas en la Primera División Mexicana con Correcaminos y el Club Universidad de Guadalajara.

## Selección nacional
Hizo su debut con Honduras en 1985 y ha jugado más de 30 encuentros con 10 goles. Jugó como defensa en su último partido, cubriendo una lesión de José Luis Pineda, en la derrota por 3-1 en la clasificación para la Copa Mundial de la FIFA contra México el 6 de noviembre de 1996.

### Participaciones en Campeonatos Concacaf
| Copa                                       | Sede   | Resultado  | Part. | Goles |
| ------------------------------------------ | ------ | ---------- | ----- | ----- |
| Campeonato de Naciones de la Concacaf 1985 | Varias | Subcampeón | 2     | 0     |

## Clubes
| Club                     | País     | Año       |
| ------------------------ | -------- | --------- |
| Marathón                 | Honduras | 1981-1988 |
| Correcaminos UAT         | México   | 1988-1990 |
| Real España              | Honduras | 1990-1991 |
| Peñarol                  | Uruguay  | 1991      |
| Correcaminos UAT         | México   | 1991-1992 |
| Leones Negros de la UdeG | México   | 1992-1993 |
| Real España              | Honduras | 1993-1998 |

## Palmarés

### Títulos nacionales
| Título        | Equipo      | País     | Año     |
| ------------- | ----------- | -------- | ------- |
| Liga Nacional | Marathón    | Honduras | 1985-86 |
| Liga Nacional | Real España | Honduras | 1990-91 |
| Liga Nacional | Real España | Honduras | 1993-94 |